# Московская ассоциация пролетарских писателей
Московская ассоциация пролетарских писателей (МАПП), была основана в марте 1923 года группой «Октябрь». В неё вошли также группы «Молодая гвардия» и «Рабочая весна». Придерживалась наиболее радикальных классовых позиций в области литературы («напостовство»).
Одной из основных целей новосозданной ассоциации была борьба против группы «Кузница» и находившегося под её влиянием объединения ВАПП. В апреле 1924 года МАПП удалось захватить контроль над ВАПП и перестроить в своём духе. С этого времени МАПП становится московской секцией ВАПП, а с 1928 соответственно РАПП, и вместе с этим объединением исчезает после партийного постановления 1932 года о перестройке литературно-художественных организаций.
МАПП организовывала рабочие литературные кружки при московских райкомах, привлекая туда рабкоров; за счёт этого численность ассоциации достигала 500 человек.